# Urunboj Aszurow
Urunboj Aszurow (tadż. Ӯрунбой Ашӯров, ros. Урумбай Ашуров, ur. 1903 w Ferganie, zm. 1938 w Stalinabadzie) – radziecki i tadżycki polityk uzbeckiego pochodzenia, I sekretarz KC Komunistycznej Partii (bolszewików) Tadżykistanu w latach 1937–1938.

## Życiorys
W latach 1911–1912 uczył się w szkole podstawowej, a 1915–1916 w szkole miejskiej w Ferganie, później pomocnik w sklepie i drukarz, 1918–1919 w Armii Czerwonej, od 1919 w RKP(b), 1920–1923 w Czece/OGPU w Marg'ilonie, 1924–1925 przewodniczący powiatowego komitetu wykonawczego w tym mieście, 1925–1927 sekretarz odpowiedzialny powiatowo-miejskiego komitetu WKP(b) w Ferganie, a 1927–1929 w Andiżanie, w 1929 ludowy komisarz finansów Uzbeckiej SRR, 1929–1930 na kursach marksizmu w Akademii Komunistycznej w Moskwie, 1930–1931 ludowy komisarz oświaty Uzbeckiej SRR, w 1931 przewodniczący Środkowoazjatyckiego Kołchozcentra, czyli zarządu kołchozów. W latach 1931–1932 zastępca przewodniczącego Środkowoazjatyckiego Biura KC WKP(b), 1933–1934 kierownik wydziału kultury i propagandy leninizmu tego Biura, od 3 stycznia 1934 do 20 sierpnia 1936 II sekretarz KC Komunistycznej Partii (bolszewików) Tadżykistanu, od lutego do października 1937 przewodniczący Rady Komisarzy Ludowych Tadżyckiej SRR. Od 16 stycznia do 4 października 1937 I sekretarz KC KP(b)T. Odznaczony Orderem Czerwonego Sztandaru Pracy. Aresztowany, następnie rozstrzelany.